# Миротворча місія України в Кот-д'Івуарі
Миротворча місія України в Кот-д'Івуарі — участь українських миротворців під егідою ООН в операції в Кот-д'Івуарі.

## Передумови
28 листопада 2010 року в Кот-д'Івуарі на президентських виборах за даними ЦВК переміг Алассан Уаттара, але Конституційна Рада присудила перемогу Лорану Гбагбо, після чого в країні виникла політична криза, яка перейшла у вуличні бої між прихильниками Л. Гбагбо з партії «Івуарійський народний фронт» і А. Уаттара з партії «Об'єднання республіканців».

Кот-д'Івуар

Криза у Кот-д'Івуарі є наслідком міжетнічних конфліктів між бете, що представляли етнічну меншість у країні, і групою дьюла, що входить в народність манде й представляє другий за розміром етнічний кластер у країні. Більшість представників бете сповідують християнство, а дьюла — іслам. Південна частина країни, що населена народами бете й бауле, є світовим центром вирощування какао-бобів, а дьюла займає північні райони країни, які в колоніальні й постколоніальні періоди були дистанційовані від влади й позбавлені доступу до фінансових потоків від експорту какао-бобів. У 2000 році президентом країни став Лоран Гбагбо — виходець з півдня країни. 19 вересня 2002 року внаслідок повстання військовиків, звільнених з армії за підозрою в нелояльності владі, почалась громадянська війна. Дьюла переходять на сторону повстанців півдня, спочатку партії «Патріотичний рух Кот-д'Івуару», а потім «Нової Сили». Повстанці об'єднують декілька племен і до 2007 року беруть під контроль близько 60 % території країни та зберігають її до 2011 року.
З 2004 року в Кот-д'Івуарі працює миротворча місія ООН. Станом на 2010 рік у складі місії ООН перебували майже десять тисяч осіб із понад 40 країн. Окрім військовиків, там працюють поліцейські й цивільні фахівці з країн Європи, Азії та Латинської Америки.

## Рішення Президента Ющенка

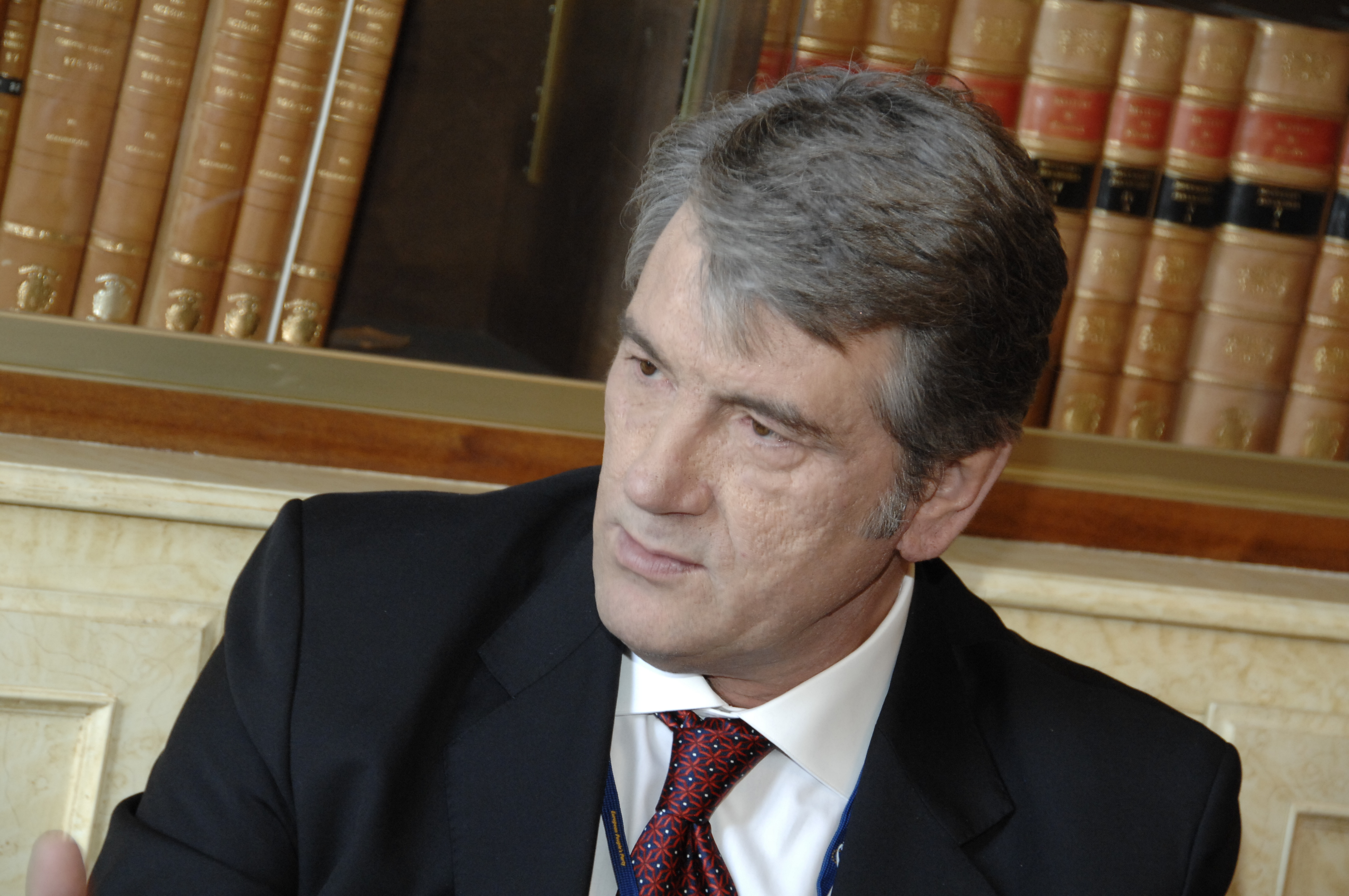
Віктор Ющенко у 2009

23 жовтня 2009 року Президент України Віктор Ющенко видав указ № 854/2009 «про направлення миротворчого контингенту для участі України в наданні оперативної підтримки Місії ООН в Кот-д'Івуарі». Згідно з указом в Кот-д'Івуар повинні були відправлені миротворчий контингент чисельністю до 25 чоловік з числа миротворчого контингенту, діючого у складі Місії ООН в Ліберії, на термін, визначений Радою Безпеки ООН, на період до трьох місяців. Але тоді рішення не було ухвалене парламентом.
4 листопада 2010 року Верховна Рада України ухвалила закон «Про схвалення рішення Президента України щодо участі миротворчого контингенту України в наданні оперативної підтримки Місії ООН в Кот-д'Івуарі» і український контингент з Ліберії був направлений у склад миротворчої місії ООН в Кот-д'Івуарі. 26 листопада вертолітна група численністю 25 осіб та два транспортних вертольоти Мі-8 Мт зі складу 56-го окремого вертолітного загону ЗС України сил Місії ООН у Ліберії здійснили передислокацію до Кот-д'Івуару. На тиждень раніше Рада Безпеки ООН прийняла резолюцію про зміцнення операції ООН в Кот-д'Івуарі. Рада постановила направити додатково до її складу 2000 військовослужбовців.

## Військові дії у 2011 році
У березні 2011 року загони Уаттари без бою беруть під контроль столицю країни Ямусукро та входять до економічної столиці країни Абіджана.
1 квітня 2011 року французькі військовики за наказом президента Франції Ніколя Саркозі висаджуються на південній околиці Абіджана, для захисту французьких громадян від івуарійців. Французький корпус отримав найменування «Місія Лікорн», що нараховувала 1650 солдатів та офіцерів. Того ж дня миротворці ООН захоплюють аеропорт Абіджане, який раніше контролювали прихильники Гбагбо. 29 березня в Дукуе внаслідок кривавої різні загинули за різними даними від 800 до 1000 осіб.
2 квітня Збройні сили Кот-д'Івуару, які були підпорядковані Л. Гбагбо, відбивають будівлю місцевого телецентру. Л. Гбагбо зберіг під своїм контролем більшу частину владних установ, ЗМІ, силові структури, збройні сили, республіканську гвардію, а також поліцію та митну службу. Режим Кот-д'Івуару отримує військову допомогу від керівництва Зімбабве, яке таємно поставляє зброю владним силовим структурам.
На стороні А. Уаттари виступили «Сили республіки Кот-д'Івуар», до яких увійшли збройні формування «Нових сил» у північних районах країни, військовослужбовці силових структур, що перейшли на сторону опозиції, а також найманці з Ліберії, Сьєрра-Леоне й Гвінеї. Крім того, А. Уаттару підтримувала Генеральна Асамблея ООН та провідні західні країни. Кот-д'Івуар розколовся на північну та південну частини. ООН, США та країни Євросоюзу розривають дипломатичні відносини з режимом Л. Гбагбо й встановлюють їх з А. Уаттарою.
У січні 2011 року західні країни вводять ембарго на експорт івуарійської кави і какао-бобів. Міністерство фінансів США вводить санкції проти Л. Гбагбо і заморожує його рахунки на американських ринках, а Центральний банк держав Західної Африки блокує доступ до розміщення в банку фінансовим фондом Кот-д'Івуар. Африканський союз створює Раду міжнародних посередників у складі президентів Буркіна-Фасо, Чаду, Мавританії, ПАР і Танзанії для сприяння мирному вирішенню конфлікту в Кот-д'Івуарі. Рада Безпеки ООН вирішує надати допомогу силами ООН у Ліберії.
8 січня 2011 року Президент України заявив, що підтримка Україною операції ООН в Кот-д'Івуарі відповідає національним інтересам країни й сприяє підтримці міжнародного миру й безпеки.
У січні були сформовані підпорядковані UNOCI Сили підтримки у складі трьох піхотних рот від Пакистану, Бангладеш, Йорданії, а також вертолітні підрозділи Збройних сил України (60 військових, два багатоцільових вертольоти Мі-8МТВ, й три бойових вертольоти Мі-24П зі складу 56-го окремого вертолітного загону Збройних сил України в Ліберії). 4 лютого Верховна Рада України у відповідь на прохання Генерального секретаря ООН дозволила на три місяці послати в Кот-д'Івуар 60 українських миротворців, які до того перебували у складі місії ООН у Ліберії. Того ж дня профільний комітет Верховної Ради відхилив пропозицію Президента України додатково направити 3 військових вертольоти Мі-24 в Кот-д'Івуар. 2 березня Україна направила в Кот-д'Івуар додаткову групу авіаційної підтримки у складі двох вертольотів Мі-24 та 30 військовослужбовців зі складу 56-го окремого вертолітного загону ЗС України сил Місії ООН в Ліберії, їхнім завданням було патрулювання та спостереження державного кордону, прикриття важливих об'єктів, авіаційна підтримка наземних підрозділів Місії ООН, а також супроводження військ, вантажів та колон Операції Місії ООН у Кот-д'Івуарі.
Попри зовнішній тиск Л. Гбагбо не збирався відмовлятися від влади, а ще й посилив тиск на миротворців UNOCI й оперативну групу «Licorne». А. Уаттара був заблокований силами Л. Гбагбо в готелі Абіджана разом з охороною миротворців ООН. 3 лютого 2011 року поліція відкрила вогонь по жіночому маршу на підтримку А. Уаттари, загинуло щонайменше 6 жінок. 2 березня бойовиками було викрадено двох українців. Того ж дня після переговорів представників операції ООН у Кот-д'Івуарі з начальником Збройних сил країни їх було звільнено [13]. В квітні 2011 року сили Л. Гбагбо пішли на штурм штаб-квартири Місії ООН в Абіджані. Командування миротворчих сил й оперативної групи Збройних сил Франції «Licorne» вирішили провести спільну операцію зі знищення вогневих позицій, важкої техніки та озброєння колишнього режиму країни. Українському вертолітному підрозділу було доручено евакуювати персонал штабу миротворчої місії ООН з міста Абіджан. Українські вертольоти Мі-24П та французькі «Газель» виконували завдання з повітряної підтримки дій збройних формувань А. Уаттари й миротворчих підрозділів і вони просунулися до центральних районів Абіджана. 4 квітня французькі вертольоти відкрили вогонь по військових таборах Л. Гбагбо. Уночі проти 5 квітня два українські вертольоти Мі-24 здійснили обстріл з 30-міліметрових авіаційних гармат складу зі зброєю в місті Абіджан [14]. 6 квітня прихильники А. Уаттари штурмували президентський палац, сам Л. Гбагбо сховався в бункері під палацом.
11 квітня французи обстрілюють ракетами з вертольота «Єдиноріг» резиденцію Гбагбо, потім спецпризначенці пішли в наступ на резиденцію. Сили Л. Гбагбо були розгромлені, а його самого взято в полон.

## Наслідки
А. Уаттару було визнано міжнародною спільнотою президентом Кот-д'Івуару, після чого з ним зустрівся президент Франції Н. Саркозі.

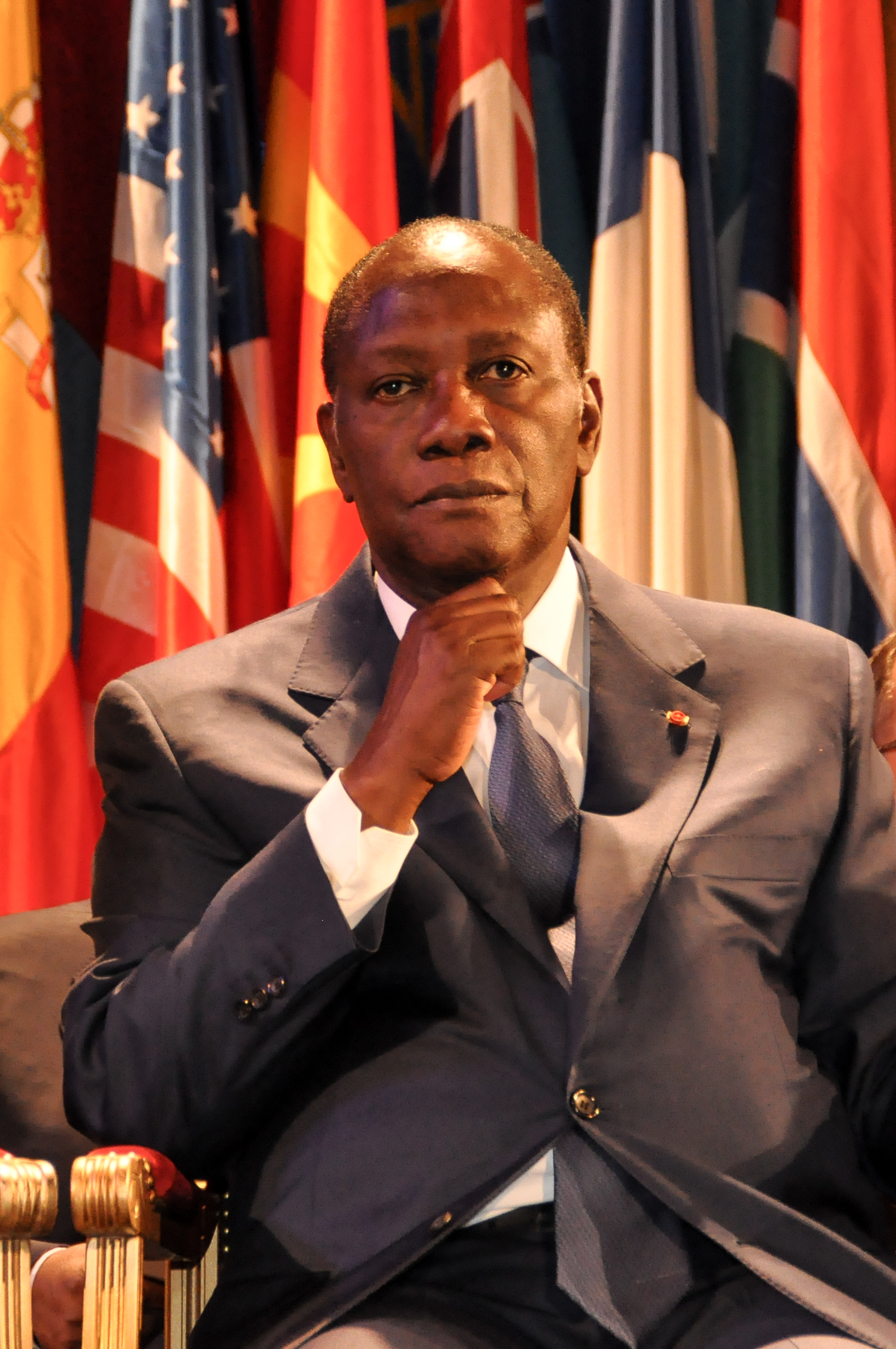
Алассан Уаттара

23 травня посол України в Республіці Кот-д'Івуар А. Заяць, який був присутній на інавгурації президента А. Уаттари, що відбулась 21 травня заявив, що Україна готова взяти участь у відновленні Кот-д'Івуару. 25 травня 2011 року в Кот-д'Івуар було відправлено ще 70 українських миротворців. 19 грудня 2011 року авіаційна група зі складу 56-го окремого літакового загону ЗС України завершила виконання завдань в Кот-д'Івуарі та повернулась на базовий ліберійський аеродром Робертстфілд .
В липні 2013 року до складу контингенту з Лівії було перекинуто 10 військовослужбовців, їх було відправлено в населений пункт Ман. Крім того, станом на 11 липня до складу поліцейського контингенту входило 8 українців.
10 січня 2013 року Верховна Рада України підтримала пропозицію Президента України про направлення до 130 українських миротворців і трьох вертольотів Мі-24 з Ліберії в Кот-д'Івуар.
22 лютого прем'єр-міністр Республіки Кот-д'Івуар Даніель Каблан Дюнкана на переговорах з заступником міністра закордонних справ України В. Майком запропонував Україні видобувати корисні копалини.

## Жертви
В місті Дуке лише 29 березня 2011 року під час збройних сутичок між прихильниками А. Уаттари та Л. Гбагбо у місті Двекве загинуло близько 800 людей. 19 квітня загинув український миротворець В. Сулін.

## Нагородження українських миротворців
17 червня 2014 року в таборі авіаційної групи 56-го окремого вертолітного загону українського національного контингенту, яка 9 місяців виконувала завдання за призначенням у рамках операції ООН в Республіці Кот-д'Івуар, майже 40 українських вертолітників отримали медалі «За службу миру». Українські військові патрулюють повітряний простір усіх прикордонних територій та конфліктних зон, а також супроводжують переміщення миротворчих військ всередині країни.